# Lycée La Martinière Duchère
Pour les articles homonymes, voir La Martinière et Martinière.
Le lycée La Martinière Duchère est un lycée public situé à Lyon dans le quartier de La Duchère.

## Histoire
La Martinière de Lyon est créée en 1827 grâce au legs de Claude Martin. Le site historique est situé dans le quartier des Terreaux (palais Saint-Pierre, puis ancien couvent des Augustins ; La Martinière des Jeunes Filles construit dans les années 1900 sur la rue de Martinière). 
Malgré des agrandissements successifs, La Martinière Terreaux (actuel Lycée La Martinière Diderot) est à l'étroit dans ses locaux et s’étendit en dehors du centre-ville après la Seconde Guerre mondiale : les filles sont transférées dans le tout nouveau quartier de La Duchère, alors qu’en 1967, sur un ancien terrain industriel du 8e arrondissement de Lyon, est construit La Martinière Monplaisir, du nom du quartier qui l’accueille. 
Les trois Martinières lyonnaises deviennent indépendantes les unes des autres en 1978. L'établissement est inauguré en juin 1963 par le ministre de l'éducation Christian Fouchet : il incluait alors un internat de 500 places, un externat pour 750 élèves et des bâtiments administratifs.

## Enseignement
En 2007, il est le plus grand lycée de Rhône-Alpes en nombre d'élèves avec 2 700 élèves dont 1 200 en post-bac. 
En 2014, l'enseignement supérieur se décline ainsi : des classes prépas ("EC option techno" et "Techno bio"), une dizaine de BTS et des formations diplômantes à bac+3,.

## Classement du lycée
En 2015, le lycée se classe 49e sur 67 au niveau départemental quant à la qualité d'enseignement, et 1 660e au niveau national. Le classement s'établit sur trois critères : le taux de réussite au bac, la proportion d'élèves de première qui obtient le baccalauréat en ayant fait les deux dernières années de leur scolarité dans l'établissement, et la valeur ajoutée (calculée à partir de l'origine sociale des élèves, de leur âge et de leurs résultats au diplôme national du brevet).